# Dichotomius worontzowi
Dichotomius worontzowi är en skalbaggsart som beskrevs av Guido Pereira 1942. Dichotomius worontzowi ingår i släktet Dichotomius och familjen bladhorningar. Inga underarter finns listade i Catalogue of Life.